# アハリヤー

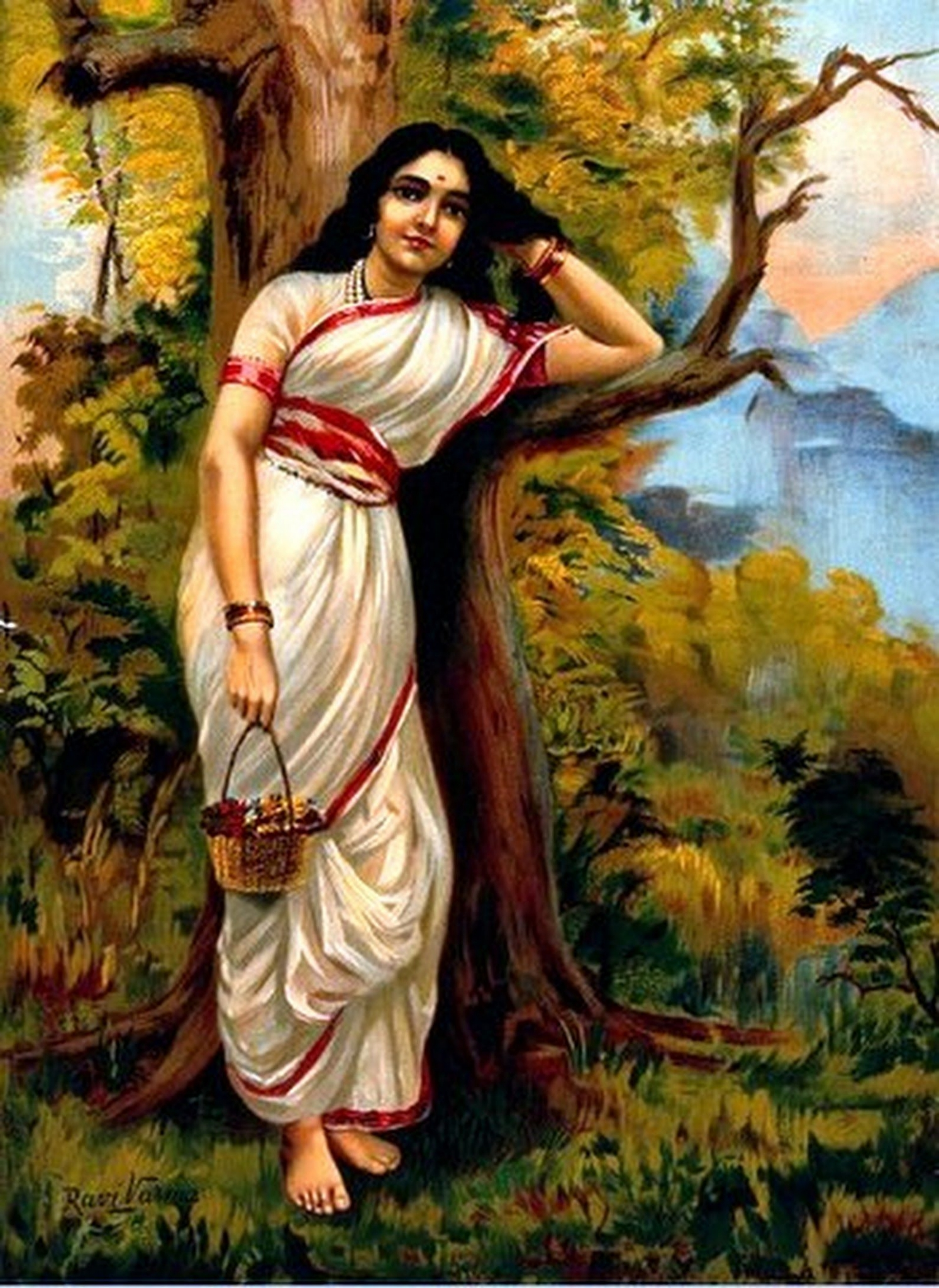
アハリヤー
（ラヴィ・ヴァルマ画）

アハリヤー（梵: अहल्या, Ahalyā）は、インド神話に登場する女性である。聖仙カウシカ・ガウタマの妻、シャターナンダの母。インドラ神との情事で知られる。
『ラーマーヤナ』によると、あるときインドラ神はガウタマ仙の姿に化けて、庵に行き、妻であるアハリヤーを情交に誘った。アハリヤーは彼がインドラであることを知りつつ、その誘いを受けた。欲望が満たされたアハリヤーは自分を連れ去り、夫の怒りから身をまもってくれるよう頼んだが、同じくガウタマの怒りを恐れるインドラは庵を足早に立ち去ろうとした。しかしインドラが外に出ると、すでにそこには怒りに燃えるガウタマの姿があった。ガウタマは困惑するインドラに呪いをかけて睾丸を奪い去り、全身に千もの女性器を与えた。さらにアハリヤーにも呪いをかけて、誰の眼にも見えない空の身体とし、何千年もの間、灰を寝床とし、空気を喰らって（＝苦行して）暮らすことを課した。ただし、ダシャラタ王の王子が訪れた時に、呪いから解放されるとした。その後、ラーマとラクシュマナが聖仙ヴィシュヴァーミトラに導かれてガウタマ仙の庵を訪れると、そこには呪いから解放されたアハリヤーの姿があり、アハリヤーは3人を款待した。すると神々は天上から花を投げ、彼女の信仰を称えた。また、ヒマラヤ山にこもっていたガウタマも戻ってきて、両者は和解したという。一方インドラは他の神々によって羊の睾丸が与えられ、ティローッタマーとの出会いにより全身の女性器が目に変わった。
『マハーバーラタ』では、傲慢な神々の王ナフシャがインドラの妻シャチーを奪わんとするとき、自らの行為を正当化するためにインドラの情事を引き合いに出している。さらに『マールカンデーヤ・プラーナ』では、この話をインドラが犯した3つの罪の1つに数えており、インドラの体から種々の徳が逃げる様を述べている。